# Robiquetia ascendens
Robiquetia ascendens là một loài thực vật có hoa trong họ Lan. Loài này được Gaudich. miêu tả khoa học đầu tiên năm 1829.